# Symbolae Antillanae

Symbolae Antillanae (abreviado Symb. Antill.) es un libro ilustrado, con descripciones botánicas que fue escrito por el botánico alemán, especialista en la flora de América tropical, Ignaz Urban y publicado en Berlín en 9 volúmenes en los años 1898-1928. Fue editado con el nombre de Symbolae Antillanae seu Fundamenta Florae Indiae Occidentalis.

## Publicación
- Volumen nº 1(1): 1-192 1898; 1(2): 193-384 1899; 1(3): 385-471 1899; 1(3): 472-536 1900;
- Volumen nº 2(1): 1-160 1900; 2(2): 161-336 1900; 2(3): 337-507 1901;
- Volumen nº 3(1): 1-160 1902; 3(2): 161-352 1902; 3(3): 353-546 1903;
- Volumen nº 4(1): 1-192 1903; 4(2): 193-352 1905; 4(3): 353-528 1910; 4(4): 529-771 1911;
- Volumen nº 5(1): 1-176 1904; 5(2): 177-352 1907; 5(3): 353-555 1908;
- Volumen nº 6(1): 1-192 1909; 6(2): 193-432 1909; 6(3): 433-721 1910;
- Volumen nº 7(1): 1-160 1911; 7(2): 161-304 1912; 7(3): 305-432 1912; 7(4): 433-580 1913;
- Volumen nº 8(1): 1-480 1920; 8(2): 481-860 1921;
- Volumen nº 9(1): 1-176 1923; 9(2): 177-272 1924; 9(3): 273-432 1925; 9(4): 433-568 1928